# Parafia Najświętszej Maryi Panny Królowej Polski w Ustroniu
Parafia Najświętszej Maryi Panny Królowej Polski – rzymskokatolicka parafia znajdująca się w Ustroniu, na osiedlu Hermanice. Należy do dekanatu Wisła i diecezji bielsko-żywieckiej. Jest prowadzona przez Ojców Dominikanów. W 2005 r. zamieszkiwało ją około 1300 katolików.

## Historia
Tymczasowa kaplica poświęcona została 25 czerwca 1986 r., stacja duszpasterska została ustanowiona 1 lipca, a parafia 25 grudnia tego samego roku. Pierwszym proboszczem parafii został Ks. Alfred Chromik. 23 września 1993 r. poświęcono nową, murowaną kaplicę, wokół której w latach następnych Ojcowie Dominikanie dobudowali kompleks sakralno-katechetyczno-mieszkalny. Kaplicę Matki Bożej Hermanickiej poświęcił Biskup Tadeusz Rakoczy, ordynariusz Diecezji Bielsko-Żywieckiej.  Konsekracji Hermanickiej świątyni dokonał 7 maja 2017 r. w obecności wielu księży, Biskup Roman Pindel, ordynariusz Diecezji Bielsko-Żywieckiej.

## Dzwony
Trzy nowe dzwony dla budującego się kościoła zostały wykonane w 1992 roku przez Odlewnię Dzwonów Janusza Felczyńskiego w Przemyślu. Były to: Św. Krzysztof ważący 350 kg, ton uderzeniowy h', średni Św. Jacek (700 kg, ton: g') i największy Matka Boska Częstochowska (1200 kg, ton: e'). Zostały one poświęcone 22 września 1993 r. na placu budowy kościoła, przez Biskupa Janusza Zimniaka, biskupa pomocniczego Diecezji Bielsko-Żywieckiej. 